# Piscinas
Piscinas (sardinski: Piscìnas) je grad i općina (comune) u pokrajini Južnoj Sardiniji u regiji Sardiniji, Italija. Nalazi se na nadmorskoj visini od 66 metara i ima 857 stanovnika.
 Prostire se na 16,89 km². Gustoća naseljenosti je 51 st/km².
Susjedne općine su: Giba, Masainas, Santadi, Teulada, Tratalias i Villaperuccio.